# Le Grand Bras (rivière du Loup)
Pour les articles homonymes, voir Bras.
Le Grand Bras coule dans les municipalités de Saint-Bruno-de-Kamouraska et Sainte-Hélène-de-Kamouraska, dans la municipalité régionale de comté (MRC) de Kamouraska, dans la région administrative du Bas-Saint-Laurent, au Québec, au Canada.
Le Grand Bras est un affluent de la rive sud de la rivière du Loup (Bas-Saint-Laurent) laquelle coule vers le nord pour se déverser sur la rive sud du fleuve Saint-Laurent à la hauteur de la ville de Rivière-du-Loup, dans la municipalité régionale de comté (MRC) de Rivière-du-Loup.

## Géographie
Le Grand Bras prend sa source en zone forestière du côté sud-ouest de la route des Rivard (au nord-ouest de l'intersection du chemin Guérette), dans la municipalité de Saint-Bruno-de-Kamouraska. Cette source est située à 13,3 km au sud-est du littoral sud-est de l'estuaire du Saint-Laurent, à 6,9 km au sud-est du centre du village de Saint-Pascal, à 13,1 km à l'est du centre du village de Saint-Philippe-de-Néri, à 12,4 km au nord-est du centre du village de Mont-Carmel et à 6,6 km au nord de Saint-Bruno-de-Kamouraska.
À partir de sa source, Le Grand Bras coule 10,6 sur  km surtout en zone forestière dans son cours supérieur, répartis selon les segments suivants :
- 3,9 km vers le nord-est dans Saint-Bruno-de-Kamouraska, jusqu'à la route à Moreau ;
- 1,6 km vers le nord-est en zone agricole dans Saint-Bruno-de-Kamouraska, jusqu'à la limite de Sainte-Hélène-de-Kamouraska ;
- 4,2 km vers le nord-est en zone agricole dans Sainte-Hélène-de-Kamouraska, jusqu'à la route du Pont-de-Broche ;
- 0,9 km vers le nord-est en zone agricole, jusqu'à sa confluence.

Le cours du Le Grand Bras coule en parallèle (du côté nord-ouest) au cours de la rivière du Loup (Bas-Saint-Laurent) dans laquelle il se déverse d'un coude de rivière. Cette confluence est située au fond d'une grande boucle de la rivière du Loup déviant d'environ 2,5 km vers le sud de son cours habituel. Cette confluence est située en amont du pont de la route Ennis et en aval du pont de la route du 6e rang de Bungay.

## Toponymie
Le toponyme Le Grand Bras a été officialisé le 29 juin 1983 à la Commission de toponymie du Québec.